# 문지영 (성우)
문지영(1983년 1월 30일 ~)은 대한민국의 성우이다. 2014년 KBS 39기 공채 성우로 데뷔했으며 한국방송 성우극회 소속이다.

## 출연 작품

### 외화(더빙)
- 닥터후 시즌 10(KBS) - 케지아(키런 L 다들라니)
- 돈 많은 친구들
- 프리솔로

### 게임
- 콜 오브 듀티: 모던 워페어
- 헤일로
- 월드 오브 워크래프트
- 사이버펑크2077
- 서든어택
- 기어스오브워
- 보더랜드3
- 궨트
- 완미세계
- 원신

### 방송
- 다큐글로벌
- 세상의 모든 다큐
- 다큐프라임
- 동물의 왕국
- 컬러풀 지구촌
- 제주MBC 창사 특별기획

### 라디오
- 퀴즈가 좋다 <퀴즈 꽁트> (KBS 1R)
- 라디오 아우라 <월간 노래방> (KBS 2R)
- 글로벌 한국사 <미니 드라마> (KBS 1R)
- 행복한시니어 <나의 자서전> (KBS 1R)
- 김홍성 생방송 정보쇼 <저자 인터뷰> (KBS 1R)
- 오늘의 신문 1부 (KBS 3라디오)
- 라디오 시사고전 (KBS 1R)
- 클래식 음악동화 <부엉이 아저씨, 음악가 이야기 좀 들려주세요!>
- 아주 특별한 기부 <내 인생의 책> (KBS 3R) 영화평론가 이동진 작가 - 이승우 <생의 이면> (종단)
- 광복 70주년 한일수교 50주년 특별 기획 <일본열도에 울린 우리의 노래 > (KBS 한민족방송)
- 연속낭독 마이크 마퀴스  <밥 딜런 평전>

라디오 드라마
소설극장 (KBS 3라디오)
- 2014.01.21 ~ 2014.04.08 신봉승 <왕을 만든 여자> (정현왕후)
- 2014.04.09 ~ 2014.05.19 강풀, 임형욱 <그대를 사랑합니다> (이윤희)
- 2014.05.20 ~ 2014.08.15 루이자메이올컷 <작은 아씨들> (해나)
- 2014.09.13 ~ 2014.11.10 정유정 <28> (노수진)
- 2015.08.16 ~ 2015.10. 은희경 <새의 선물> (이모)
- 2015.10. ~ 2015. 이광수 <무정> (병욱)

라디오 극장 (KBS 한민족 방송)
- 2014.02.01 ~ 2014.02.28 정유정 <내 인생의 스프링 캠프> (준호동생)
- 2014.03.01 ~ 2014.04.30 천명관 <고래> (여자)
- 2014.05.01 ~ 2014.05.30 임재희 <당신의 파라다이스> (초혜)
- 2014.06.01 ~ 2014.06.30 김대현 <홍도> (영소)
- 2014.07.01 ~ 2014.07.31 이석원 <실내인간> (아이1/후배/여사회자)
- 2015.08.01 ~ 2014.08.31 최재도 <백 마흔넷째 날의 아침> (국민3)
- 2014.09.01 ~ 2014.09.30 류영국 <만월까지> (노파)
- 2014.10.01 ~ 2014.10.31 윤고은 <밤의 여행자들> (운다여인/여팀장)
- 2014.11.01 ~ 2014.11.30 전 명 <파라한> (경공)
- 2014.12.01 ~ 2014.12.31 손아람 <소수의견> (대석처/황변)
- 2015.01.01 ~ 2015.01.31 유영민 <오즈의 의류수거함> (도옥순)
- 2015.02.01 ~ 2015.02.28 조정래 <인간연습> (해설)
- 2015.03.01 ~ 2015.03.31 박지리 <양춘단 대학 탐방기> (점례)
- 2015.04.01 ~ 2015.04.30 정유정 <7년의 밤> (문하영)
- 2015.05.01 ~ 2015.05.31 박민규 <삼미슈퍼스타즈의 마지막 팬클럽> (아가씨)
- 2015.06.01 ~ 2015.06.30 이창훈 <퇴계이황이 된 고교일진, 라이언> (두향)
- 2015.07.01 ~ 2015.07.31 김 범 <할매가 돌아왔다> (은경)
- 2015.08.01 ~ 2015.08.31 강영숙 <라이팅클럽> (동인2)
- 2015.09.01 ~ 2015.09.30 박하익 <선암여고 탐정단> (예희)
- 2015.10.01 ~ 2015.10.30 박수정 <프로젝트S> (윤송화)
- 2015.11.01 ~ 2015.11.30 <전우치> (애첩)
- 2015.12.01 ~ 2015.12.31 서 진 <하트 브레이크 호텔> 황령산드라이브 (나)
- 2017.08.01 ~ 2017.08.31 심재천 <나의 토익 만점 수기> (요코)

라디오 독서실 (KBS 2라디오)
- 2014.03.16 조해진 <빛의 호위> (안내인)
- 2014.03.30 박형서 <무한의 흰벽> (승객4)
- 2014.04.20 윤고은 <월리를 찾아라> (행인5)
- 2014.04.27 김경욱 <승강기> (주민2)
- 2014.05.11 박완서 <후남아, 밥 먹어라> (아낙)
- 2014.05.18 윤정환 <짬뽕> (여학생)
- 2014.05.24 하성란 <여름의 맛> (콩국장사)
- 2014.06.01 김금희 <옥화> (아낙)
- 2014.06.15 정지아 <자본주의의 적> (여자친구1)
- 2014.06.22 황정은 <상류엔 맹금류> (주인)
- 2014.06.29 기준영 <이상한 정열> (친구2)
- 2014.07.06 정미경 <목놓아 우네> (여직원2)
- 2014.07.20 황태환 <유나> (여학생2)
- 2014.07.27 김재은 <숫자꿈> (여아나운서)
- 2014.08.03 장은호 <생존자> (상희)
- 2014.08.17 조동신 <해골술잔> (친구2)
- 2014.08.31 이장욱 <우리 모두의 정귀보> (교수2/관람객1)
- 2014.09.07 김 숨 <초야> (태근처)
- 2014.09.14 전성태 <성묘> (처녀)
- 2014.09.28 김용희 <향나무베게를 베고 자는 잠> (점원)
- 2015.10.05 윤이형 <굿바이> (인간5)
- 2014.10.12 백영옥 <결혼기념일> (친구1)
- 2014.10.19 한창훈 <여수친구> (학생2)
- 2014.10.26 윤고은 <오두막> (아나운서)
- 2014.11.02 손흥규 <정읍에서 울다> (목포댁)
- 2014.11.09 김미월 <만보걷기> (엄마)
- 2014.11.16 정희선 <쏘아올리다> (집주인)
- 2014.11.30 황정은 <누가> 고객2
- 2014.12.07 구효서 <별명의 달인> (국장)
- 2014.12.14 강 진 <멸종의 기록> (직원2/여인)
- 2015.01.04 작자미상 <금방울전> (막씨)
- 2015.01.11 이은선 <살사댄서의 냉풍욕> (윤씨)
- 2015.01.18 이은희 <선긋기> (주민1/선생님)
- 2015.02.01 박교탁 <빨간휴지 줄까 파란휴지 줄까> (며느리)
- 2015.02.15 이만교 <표정관리 주식회사> (강사)
- 2015.02.22 전성태 <소풍> (해설)
- 2015.03.08 김희선 <라면의 황제> (동호회원3)
- 2015.03.22 해이수 <리키의 화원> (댓글3)
- 2015.03.29 천정완 <동탯국> (여앵커)
- 2015.04.12 하성란 <개를 데리고 다니는 여인> (여주인)
- 2015.05.03 이평재 <악어패밀리> (담임)
- 2015.05.17 나경화 <쿙쿙> (레이빈)
- 2015.05.24 송지현 <흔한, 가정식 백반> (이모친구)
- 2015.06.07 정이현 <영영, 여름> (미란다)
- 2015.07.05 김언수 <항구의 문법> (간호사)
- 2015.07.19 김성종 <1973년 여름, 베를린의 안개> (이수애)
- 2015.08.09 정민철 <귀로> (아내)
- 2015.09.06 조해진 <사물과의 작별> (간호사1)
- 2015.09.13 정소현 <어제의 일들> (율희)
- 2015.09.27 작자미상 <장화홍련전> (장씨)
- 2015.11.15 해이수 <뒷모습에 아프다> (계희)
- 2015.11.22 천명관 <동백꽃> (경숙엄마)
- 2015.12.27 최정화 <홍로> (학찬부인)

라디오 문학관 (KBS 한민족 방송)
- 2016.05.22 김금희 <너무 한낮의 연애> (해설)
- 2017.03.19 곽문완 <코뿔소년> (보경)
- 2017.08.27 이월성 <엘리베이터에 갇힌 사람들> (나)
- 2018.03.18 이휘빈 <닭집여자> 진선생
- 2018.07.01 정영수 <더 인간적인 말> 엄마
- 2018.09.09 정한아 <잉글리쉬하운드독> 미연
- 2020.11.22. 최윤 <소유의 문법> 아내

KBS 무대 (KBS 한민족 방송)
- 2014.03.08 김근영 <수호석이 되는 시간> (전화녀)
- 2014.03.29 이상락 <각광을 받다> (최유란)
- 2014.04.05 전효정 <달걀후라이> (안내방송)
- 2014.05.03 전희영 <기억의 저편> (여아)
- 2014.05.17 구지숙 <환승> (소영)
- 2014.05.24 <요조숙녀 왕순진의 날개짓> (여직원)
- 2014.06.14 명창현 <거짓말> (아줌마2)
- 2014.07.19 박경원 <문을 닫다> (혜영)
- 2014.08.02 최복희 <전화하는 남자> (버스 안내음)
- 2014.08.16 전희영 <로맨스 마마> (정선)
- 2014.08.30 구지숙 <가면무도회> (친구1)
- 2014.09.06 오금숙 <마흔살의 커밍아웃> (알바생)
- 2014.09.13 권나연 <그림바깥의 풍경> (직원)
- 2014.09.27 명은주 <잇꽃 붉은 날> (아이엄마3)
- 2014.10.11 문지영 <연애를 읽다> (아줌마1)
- 2014.11.01 오현후 <천국에서 온 편지> (어린민식)
- 2014.11.08 서현이 <윤달> (이철처)
- 2014.11.22 구지숙 <젊은 느티나무> (회원1)
- 2014.11.29 남 정 <가족의 탄생> (산파)
- 2014.12.06 이주향 <예순님> (주영)
- 2014.12.13 서정은 <말 못하는 남자> (아줌마)
- 2015.01.03 노성원 <문선생, 히말라야를 가다> (여학생2/안내)
- 2015.01.17 명창현 <첫사랑사수대작전> (미용사)
- 2015.01.24 최민호 <소금이 온다> (기상캐스터)
- 2015.02.14 정호선 <잔혹낙원> (형수)
- 2015.02.21 이주향 <통화> (진경모)
- 2015.02.28 문지영 <봄, 재규어, 키스> (아줌마1)
- 2015.03.07 이윤영 <행복을 지켜드립니다> (복실네)
- 2015.03.14 신수아 <악행컴퍼니> (다방레지)
- 2015.04.04 김혜진,김혜민 <상어가 멈춘다> (동료)
- 2015.04.11 오지영 <끝사랑> (오주영)
- 2015.04.18 최복희 <어느 쨍한 날> (수진)
- 2015.05.02 장은숙 <장군멍군> (혜수)
- 2015.05.16 마미성 <개과천선> (민여사)
- 2015.05.30 구지숙 <엄마를 찾아줘> (나영)
- 2015.06.06 김금주 <박색춘향> (앵앵)
- 2015.06.13 최민호 <햇살에 쓰는 일기> (양작가)
- 2015.06.20 조영훈 <동강할미꽃> (시어머니)
- 2015.06.27 정경진 <위대한 유산> (고현숙)
- 2015.07.18 이유경 <못난이들의 여름> (맞선녀)
- 2015.08.01 명은주 <푸르고 시린> (춘성의 여인)
- 2015.08.08 이윤영 <금혼식> (직원)
- 2015.09.05 송충규 <알 찾는 뻐꾸기> (레지)
- 2015.09.19 오현후 <사랑을 연결합니다> (지혜)
- 2015.09.26 주미란 <밑천인생> (간호사1)
- 2015.10.10 현지이 <자살여행> (채리)
- 2015.11.07 이영미 <파가니니를 위하여> (윤하엄마)
- 2015.12.05 정호선 <울 아빠는 아이돌> (선생님)
- 2015.12.12 송진영 <까페라떼의 여자> (맞선녀)
- 2016.08.06 전해인 <비밀스런 그녀> (정다영)
- 2019.06.01 윤도진 <이과수 폭포를 건너는 무지개> (한수경)
- 2020.03.14 조희숙 <넌 대체 누굴 보고 있는 거야> (김혜영)
- 2021.05.15. 승이니 <힐링타운> (현정)

다큐멘터리 혁신의 승부사 (KBS 라디오)
바람따라구름따라 (KBS 한민족방송)
다큐멘터리 역사를 찾아서 ( KBS  한민족방송)